# 里卡多·夏伊
里卡多·夏伊 OMRI（義大利語發音：[rikˈkardo ʃʃaˈji]，法語：[ʃɑji]；1953年2月20日—），義大利指揮家，早年以指揮歌劇而成名，近年開始指揮更多的純交響樂作品。他自2016年起担任琉森音乐节管弦乐团音乐总监，自2017年起担任斯卡拉歌剧院音乐总监。在此之前，他曾担任莱比锡布商大厦管弦乐团首席指挥（2005－2016），皇家音乐厅管弦乐团首席指挥（1988－2004），柏林广播交响乐团首席指挥（1982－1988），博洛尼亚市政剧院首席指挥（1986－1993），米兰威尔第管弦乐团首任音乐总监（1999－2005）和伦敦爱乐乐团首席客座指挥（1983－1986）。在世界领先的指挥家中，在2015年Bachtrack民意调查中，他被音乐评论家评为目前在世的世界上最好的指挥家。
长期以来，他与莱比锡布商大厦管弦乐团有着密切的联系，他因显著提高了其国际地位而受到赞誉。30年来，他一直在Decca独家录制，尤其是与莱比锡布商大厦管弦乐团合作录制的作品广受好评。

## 生平

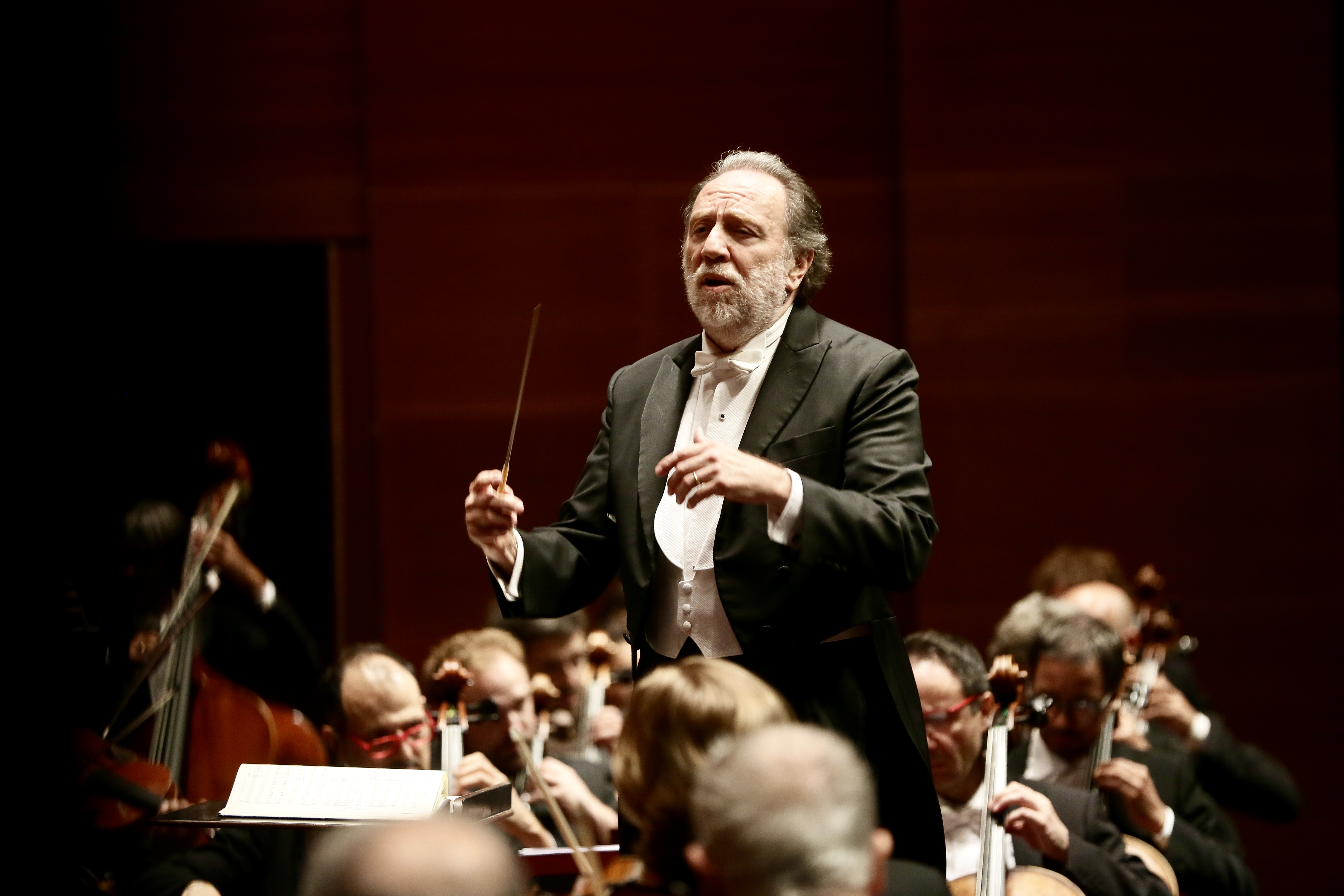
夏伊指挥米兰斯卡拉爱乐乐团，2024年8月27日

### 早年
里卡多·夏伊于1953年2月20日出生于米兰的一个罗马涅和法国血统的音乐世家。他的父亲卢西亚诺是一位著名的作曲家和艺术管理者，在许多意大利音乐机构供职，包括斯卡拉歌剧院的音乐总监。受到其前任老师保罗·欣德米特的影响，卢西亚诺的作品以新古典主义美学为中心，这使他获得了“意大利欣德米特”的墓志铭。卢西安诺于1950年与里卡尔多的母亲安娜·玛丽亚结婚；里卡多有两个姐妹，竖琴家塞西莉亚·夏伊和电视制片人弗洛里亚娜·夏伊。6岁时，里卡多·夏伊第一次被父亲带去看音乐会，并很快就迷上了音乐，在2002年《卫报》的一次采访中他解释说：“我没有做任何其他事情，总是选择音乐而不是运动之类的一般少年活动”。夏伊跟随他的父亲学习作曲，参加私人钢琴课并在自由爵士乐团The Nameless中演奏鼓。尽管夏伊对音乐充满热情，但他的父亲并不愿欣然鼓励他。他儿子对音乐学等技术方面不感兴趣，对鼓以外的乐器的一般平庸使他感到失望，并希望避免任何裙带关系的出现。
夏伊在米兰和佩鲁贾的音乐学院学习作曲。后来他转向指挥，师从皮耶罗·瓜里诺和佛朗哥·费拉拉。年轻时，夏伊还在节奏蓝调乐队中演奏鼓。
在20岁时，夏伊成为克劳迪奥·阿巴多在斯卡拉歌剧院的助理指挥，在那里他于1978年演出儒勒·马斯内的《维特》首次作为指挥亮相。1982至1988年，夏伊担任柏林广播交响乐团首席指挥，1983至1986年担任伦敦爱乐乐团首席客座指挥。1986至1993年，他带领博洛尼亚市政剧院。

### 指揮生涯
1985年，夏伊首次与皇家音乐厅管弦乐团合作。1988至2004年，夏伊担任皇家音乐厅管弦乐团的首席指挥，在那里他致力于标准交响乐传统的表演，特别是布鲁克纳和马勒，管弦乐队由此而出名，但也显着拓宽了20世纪和当代音乐的曲目范围。在著名的项目中，夏伊领导了1995年的马勒音乐节，庆祝马勒在阿姆斯特丹音乐厅举行首场音乐会100周年。夏伊在阿姆斯特丹还指挥了歌剧，无论是在音乐厅管弦乐团的年度圣诞午间音乐会上，还是在荷兰国家歌剧院中，他在阿姆斯特丹的最后一部歌剧作品是荷兰国家歌剧院上演的朱塞佩·威尔第的《唐·卡洛》（Don Carlo）。一份报告指出，2002年，当夏伊在最后一次合同谈判中，乐团向他提供了两年而不是五年的延期时，他决定离开音乐厅管弦乐团。

## 作品
夏伊与Decca签订了独家录音合同，他在Decca的录音包括约勃拉姆斯、马勒和布鲁克纳的交响曲全集。他与莱比锡布商大厦管弦乐团合作的勃拉姆斯交响曲全集获得了2014年度留声机奖。其他显著的成就包括斯特拉文斯基、埃德加·瓦雷兹和保罗·欣德米特的唱片。最近，夏伊与莱比锡布商大厦管弦乐团合作，录制了门德尔松，J·S·巴赫，勃拉姆斯，舒曼（马勒重新配器）的交响曲，以及贝多芬交响曲全集。他过去与美国管弦乐队合作的唱片包括与费城管弦乐团合作的肖斯塔科维奇舞蹈专辑，与克利夫兰管弦乐团合作的斯特拉文斯基《春之祭》。

## 个人生活
夏伊有过两次婚姻。第一次是在1974年，与阿根廷-意大利小提琴家安娜希·卡菲（Anahi Carfi）结婚，同年有了一个女儿；两年后离婚。1982年，他与加布里埃拉·特拉格尼（Gabriella Terragni）结婚，得到一个继子。
夏伊早年热衷于极限运动，包括摩托车、快艇和帆伞。然而，自从1985年他和他的继子发生严重事故后，夏伊放弃了这些活动。

## 獲獎與榮譽
- 2003年：费尔特里内利奖（英语：Feltrinelli Prize）[14]

## 外部連結
- 官方网站（英文）
- 里卡多·夏伊 （页面存档备份，存于）在迪卡唱片上的页面（英文）
- 里卡多·夏伊在Allmusic上的頁面（英文）
- 里卡多·夏伊的Discogs页面（英文）

访谈
- 里卡多·夏伊访谈 （页面存档备份，存于），1990年9月28日
- theartsdesk Q&A: 里卡多·夏伊 （页面存档备份，存于），2010年11月27日